# Osad defekosaturacyjny
Błoto (osad, szlam) defekacyjne (błoto defekosaturacyjne, błoto saturacyjne, błoto filtracyjne) – odpad poprodukcyjny, który powstaje w procesie defekacji i saturacji jako produkt uboczny powstający podczas produkcji cukru spożywczego z buraków cukrowych. Wykorzystywany jest najczęściej jako nawóz mineralny (nawóz wapniowy) używany w uprawie roślin lub jako dodatek do pasz dla zwierząt. 
Skład chemiczny: 
- 45%–55% sucha masa w tym:
  - 30%–40% węglan wapnia CaCO3
  - 5%–10% substancje mineralne (P2O5, K2O)